# Somberek
Somberek est un village et une commune du comitat de Baranya en Hongrie.

## Jumelages
La ville de Somberek est jumelée avec :
- Jelka (Slovaquie)
- Langenau (Allemagne)
- Dossenheim (Allemagne)
- Sinabelkirchen (Autriche)
- Selva dei Molini (Italie)
- Siculeni (Roumanie)